# Harvey Guillén
Javier "Harvey" Guillén (Condado de Orange, 3 de mayo de 1990) es un actor estadounidense, reconocido por su papel como Guillermo de la Cruz en la serie de televisión de 2019 What We Do in the Shadows.

## Carrera
Guillén ha interpretado papeles recurrentes en variedad de series de televisión, entre los que destacan Alistair Delgado en Huge (2010), Blobbin en The Thundermans (2013-2018), George Reyes en Eye Candy (2015) y Benedict Pickwick en The Magicians (2017-2018). En 2013 registró una aparición en el filme The Internship. En 2019 empezó a interpretar el rol de Guillermo en la serie de terror What We Do in the Shadows.
El actor ha recibido críticas positivas por su papel como Guillermo en la mencionada serie. TheWrap lo incluyó en su lista para los favoritos al Premio Emmy en 2019 y Hank Steuver afirmó que Guillén "aporta por lo menos la mitad de las carcajadas en la serie" en su reseña de What We Do in the Shadows para The Chicago Tribune.

## Plano personal
Guillén es hijo de inmigrantes mexicanos. Adoptó el nombre artístico de "Harvey" por sugerencia de su agente. Se identifica dentro del género queer.

## Filmografía

### Cine
| Año  | Título                             | Papel          | Notas                        |
| ---- | ---------------------------------- | -------------- | ---------------------------- |
| 2012 | General Education                  | Andy           |                              |
| 2013 | The Internship                     | Zach           |                              |
| 2013 | Big Gay Love                       | Brian          |                              |
| 2017 | Truth or Dare                      | Holt Thorne    |                              |
| 2018 | Status Update                      | Lonnie Gregory |                              |
| 2021 | Werewolves Within                  |                |                              |
| 2022 | El Gato con Botas: el último deseo | Perrito        | Autodoblaje en Latinoamérica |
| 2023 | Strays                             | Shitstain      | Voz                          |
| 2023 | Blue Beetle                        | Dr Sánchez     | Personaje Secundario         |
| 2023 | Wish                               | Gabo           | Voz                          |
| 2024 | The Garfield Movie                 | Odie           | Voz                          |
| 2025 | Companion                          | Eli            |                              |

### Televisión
| Año           | Título                        | Papel                                            | Notas               |
| ------------- | ----------------------------- | ------------------------------------------------ | ------------------- |
| 2008          | Miss Guided                   | Lopez                                            | 1 episodio          |
| 2010          | Huge                          | Alistair Delgado                                 | 10 episodios        |
| 2010          | Most Likely to Succeed        | Chuck                                            | 1 episodio          |
| 2013-2018     | The Thundermans               | Blobbin                                          | 8 episodios         |
| 2015          | Eye Candy                     | George Reyes                                     | 10 episodios        |
| 2017          | Documentary Now!              | Manuel                                           | 1 episodio          |
| 2016          | Haters Back Off               | Gerente                                          | 2 episodios         |
| 2016          | Crazy Ex-Girlfriend           | Beans                                            | 1 episodio          |
| 2017          | iZombie                       | Diego                                            | 1 episodio          |
| 2017-2018     | The Magicians                 | Benedict Pickwick                                | 7 episodios         |
| 2018          | The Good Place                | Steve                                            | 1 episodio          |
| 2019-presente | What We Do in the Shadows     | Guillermo                                        | Personaje principal |
| 2020          | Room 104                      | Luke                                             | 1 episodio          |
| 2021          | Zoey's Extraordinary Playlist | George                                           | 4 episodios         |
| 2021          | Mickey Mouse Funhouse         | Funny la casa de la diversión                    | Personaje principal |
| 2022          | Reacher                       | Jasper Duncan, forense de la policía de Margrave | 5 episodios         |
| 2024          | Helluva Boss                  | Vassago                                          | 11 episodios        |